# Elektrotechnischer Verein
Der erste Elektrotechnische Verein wurde am 20. Dezember 1879 von Werner von Siemens und dem Kaiserlichen Generalpostmeister Heinrich von Stephan in Berlin gemeinsam mit 34 weiteren hochrangigen Vertretern von Hochschulen, der Industrie, der Reichspost und des Militärs gegründet. Die erste ordentliche Sitzung fand am 27. Januar 1880 statt. Als Vorsitzender wurde Werner von Siemens, als Ehrenvorsitzender Heinrich von Stephan gewählt. Das Fachblatt Elektrotechnische Zeitschrift (ETZ) erschien erstmals im selben Jahr.

## Geschichte
Der Elektrotechnische Verein Berlin war weltweit der erste Verein, der sich mit allen Bereichen der Elektrotechnik befasste. Seine selbst gestellten Aufgaben bestanden in der Entwicklung und Förderung der technischen Anwendung der Elektrizität sowie in der Pflege der wissenschaftlichen Basis. Die Gründung des Elektrotechnischen Vereins Berlin stellt die Geburtsstunde der Elektrotechnik als gesonderter Technikzweig dar. In einem Brief, den Werner von Siemens am 5. Februar 1879 in Vorbereitung der Gründung des Elektrotechnischen Vereins an Heinrich von Stephan geschrieben hatte, prägte er das Wort Elektrotechnik. „Die Gründung des Elektrotechnischen Vereins befruchtete die Entwicklung der elektrotechnischen Industrie in Berlin ungemein durch die Zusammenführung aller an der Elektrotechnik Interessierten. Die Mitglieder des Vereins standen einerseits für die wachsende wissenschaftliche Durchdringung der Elektrotechnik und andererseits für die Entwicklung der Anwendungstechnik und der dazugehörenden Märkte.“ Gemeinsam mit der im März 1879 gegründeten „Königlichen Technischen Hochschule zu Berlin“ förderte der Elektrotechnische Verein Berlin die Kooperation von Produzenten, Anwendern und Wissenschaftlern.
Ein Punkt der Vereinsarbeit war, sich frühzeitig dafür einzusetzen, dass die deutschen Wissenschaftler einheitliche Bezeichnungen der physikalischen und anderen Größen benutzen sollten.
Nach dem Vorbild des Berliner elektrotechnischen Vereins entstanden an vielen Orten in Deutschland ähnliche elektrotechnische Vereine. Deren Delegierte gründeten im Jahr 1893 den Verband Deutscher Elektrotechniker (abgekürzt: VDE; heutiger Name: Verband der Elektrotechnik, Elektronik und Informationstechnik e. V.). Das erste technische VDE-Komitee hatte die Aufgabe, Vorschriften über das Errichten elektrischer Niederspannungsanlagen zu erarbeiten. Am 23. November 1895 verabschiedeten die VDE-Komitee-Mitglieder in Eisenach die ersten Sicherheitsvorschriften für elektrische Starkstromanlagen. Dieser Vorläufer der heutigen DIN VDE 0100 wurde in der Elektrotechnischen Zeitschrift (ETZ) am 9. Januar 1896 veröffentlicht. Die VDE-Bestimmung über Kabelschuhe und Klemmschrauben wurde ebenfalls im Jahr 1896 herausgegeben.
Der Elektrotechnische Verein Österreichs wurde 1883, im Jahr der ersten Elektrizitätsausstellung in Wien, gegründet. Der Verein wurde später in den Österreichischen Verband für Elektrotechnik (ÖVE) überführt.
Der Schweizerische Elektrotechnische Verein wurde am 24. April 1889 gegründet. Der Verein wurde später in den Verband für Elektro-, Energie- und Informationstechnik überführt.